# Ömer Aslantaş
Ömer Aslantaş – turecki zapaśnik walczący w stylu wolnym. Zajął piąte miejsce w Pucharze Świata w 1992 i 1994. Złoty medalista igrzysk śródziemnomorskich w 1993. Mistrz świata młodzieży w 1991; trzeci w MŚ kadetów w 1987. Trzeci na ME juniorów w 1989 i drugi w zawodach młodzieży w 1990 roku.